# Makoto Fujiwara

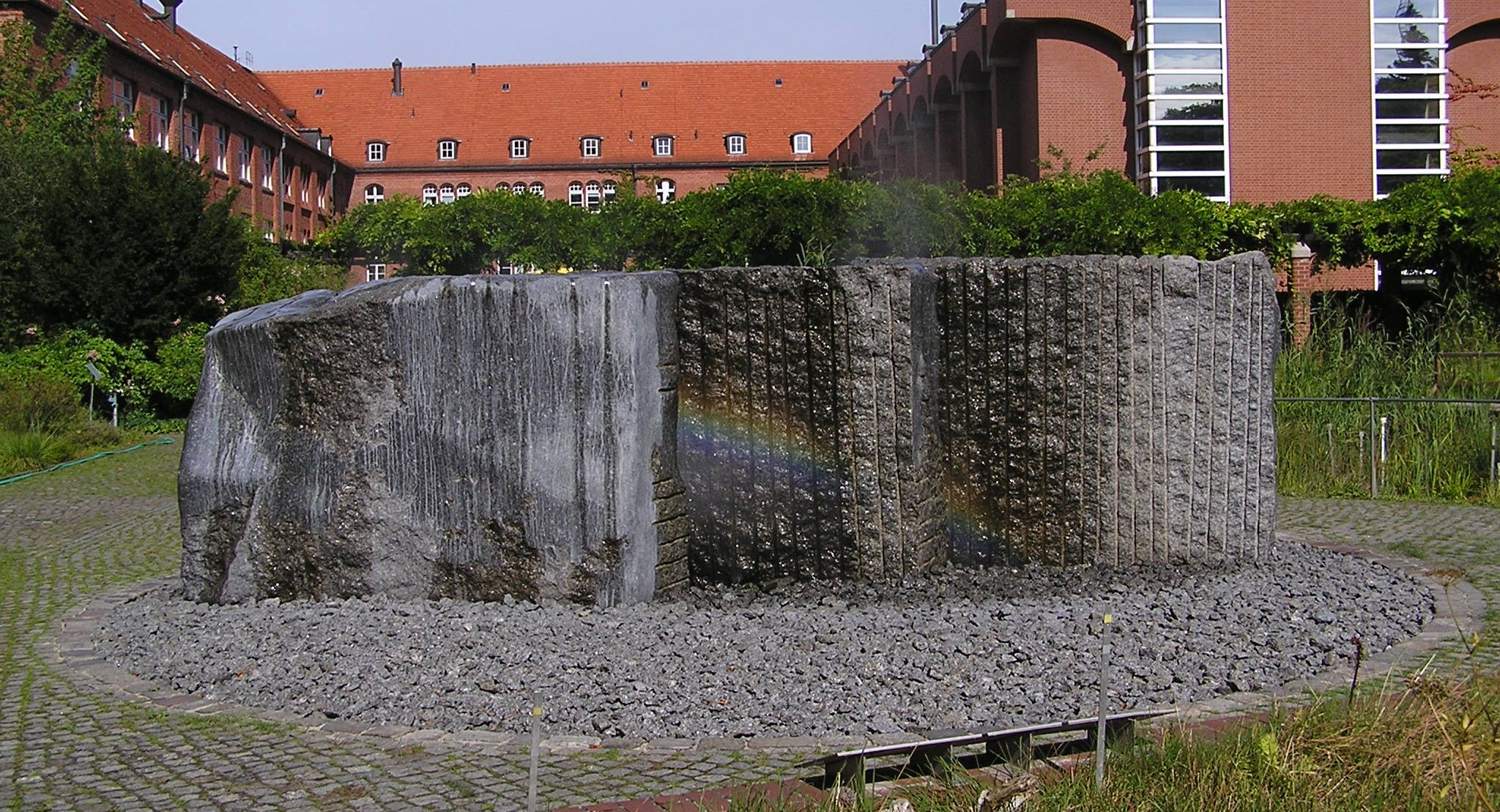
Brunnenplastik von Fujiwara im Botanischen Garten Berlin

Makoto Fujiwara (* 8. April 1938 in Gifu, Japan; † 3. Juni 2019 in Larvik) war ein Steinbildhauer. Er lebte in Hannover und Larvik, Norwegen.

## Leben
Makoto Fujiwara studierte an der städtischen Akademie der schönen Künste in Kyōto. Durch ein Stipendium der französischen Regierung kam er nach Paris und Wien. Hier lernte er bei dem bekanntesten österreichischen Bildhauer des 20. Jahrhunderts, Fritz Wotruba, und lehrte später an der Hochschule der Künste Berlin Steinbildhauerei. Im Sommer 1970 nahm er am Bildhauersymposion St. Margarethen im Burgenland teil. Von 1988 bis 2003 war er Professor an der Fachhochschule Hannover.
Fujiwara war 1986 Mitbegründer des Steinbildhauersymposions im Marmorbruch am Salzburger Untersberg, das von der Internationalen Sommerakademie für Bildende Kunst weitergeführt wird.
Fujiwara arbeitete hauptsächlich in Norwegen. In Larvik, wo der Stein Larvikit abgebaut wird, gründete und organisierte er seit 1985 das Symposium Norge. Er verstarb im Bildhauerhaus beim Symposium Norge 2019 in Larvik.

## Werk
Seine Skulpturen sind vorwiegend aus Granit und Labrador und erreichen oftmals monumentale Ausmaße. Das Denkmal in Sarajevo (2000) hat ein Gewicht von 30 Tonnen. Weitere Monumente finden sich in Oldenburg, Larvik, Hannover, Wörthsee in Bayern, Botanischer Garten Berlin, Urnenfriedhof Berlin, Genua, St. Wendel, St. Margarethen im Burgenland, Neumarkt (Ö), Potsdam und Nürnberg.

### Skulpturen
- 1987: Lebensstrukturen, Adneter Marmor rot, Bildungshaus Salzburg St. Virgil
- 1987: Brunnen, Botanischer Garten Berlin, Wassergarten
- 1983: Guten-Tag-Brunnen, Westpark München